# Thomas Hopkins Gallaudet

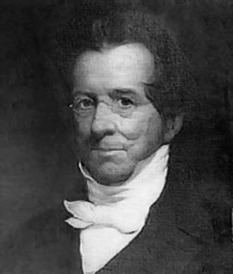
Thomas Hopkins Gallaudet

Thomas Hopkins Gallaudet (* 10. Dezember 1787 in Philadelphia, Pennsylvania; † 9. September 1851 in Hartford, Connecticut) war ein US-amerikanischer Geistlicher, der 1816 mit dem tauben Laurent Clerc aus Frankreich die Schulbildung für taube Kinder in Hartford, Connecticut/USA begründete.

## Leben und Werk
Bereits mit 14 Jahren besuchte Gallaudet die Yale University, die er 1805 mit einer Diplomierung absolvierte. Dann kehrte er nach freien Studien und Mitarbeit im Rechtsbereich wieder nach Yale zurück, die er 1808 mit dem Master of Arts und zwei weitere Jahre (bis 1810) als „Tutor“ wieder verließ. Er betätigte sich dann als Handelsreisender.
Aus einer hugenottischen Familie stammend war Gallaudet tief verwurzelt im Protestantismus. Er fühlte sich zum Prediger berufen und schrieb sich 1812 in Newton (Massachusetts) zum Studium am Andover Theological Seminary ein, das er 1814 als Reverend verließ. Er verfasste daneben auch Kinderbücher. Sein Leben erfuhr eine Wendung, als er Alice Cogswell traf, die neunjährige taube Tochter seines Nachbarn, Dr. Mason Cogswell. Dieser bat Gallaudet, in Europa nach Unterrichtsmethoden für taube Kinder zu forschen, insbesondere derer der Familie von Thomas Braidwood in Edinburgh.
Gallaudet fand die Braidwoods abgeneigt, ihr Wissen zu teilen, zudem waren die Resultate der dort angewendeten oralen (lautsprachlichen) Methode unbefriedigend. Während er noch in Großbritannien weilte, traf er bei einer Vorführungsveranstaltung den Abbé Sicard, Leiter der französischen Institution Nationale des Sourds-Muets in Paris und zwei taube Lehrkräfte dieser Schule, Laurent Clerc und Jean Massieu. Sicard lud Gallaudet nach Paris ein, die dortigen Methoden zu studieren.
Beeindruckt von der gebärdensprachlichen „manuellen“ Methode studierte Gallaudet die Unterrichtsmethoden unter Sicard und erlernte die Gebärdensprache von Massieu und Clerc, die beide in hohem Grade gebildete Absolventen der Schule waren.
Gallaudet bewog Clerc, ihn nach Amerika zurückzubegleiten. Die beiden Männer bereisten Neu-England und sammelten private und öffentliche Unterstützungsgelder, mit denen sie 1817 in Hartford eine Schule für taube Kinder einrichten konnten (heutiger Name: American School for the Deaf). Darin war auch Alice Cogswell eine der ersten sieben Schülerinnen. Gallaudet wirkte als Schuldirektor bis 1830, als er sich zurückzog um wieder Kinderbücher zu schreiben und sein Amt als Prediger wahrzunehmen.
Gallaudet heiratete seine ehemalige Schülerin Sophia Fowler (1798–1877). Gemeinsam hatten sie vier Söhne und vier Töchter.
Sein jüngster Sohn Edward Miner Gallaudet gründete 1857 in Washington, D.C., mit dem Philanthropisten und US-Postminister Amos Kendall die „Columbia Institution for the Deaf and Dumb and the Blind“, die später nach seinem Vater in Gallaudet University umbenannt wurde. Seine Mutter Sophia wurde die erste Matron (Heimleiterin) der tauben Studenten.
Sein ältester Sohn Thomas wurde ebenfalls Geistlicher und engagierte sich vor allem in der Mission und Gründung einer Kirchengemeinde für Taube. Zusammen mit Edward Miner Gallaudet nahm er 1880 am Mailänder Kongress von 1880 teil und plädierte und votierte gegen die Resolution, worin die Gebärdensprache aus den Schulzimmern verbannt wurde.

## Literarische Werke
- Sermons Preached to an English Congregation in Paris (London, 1818)
- Bible Stories for the Young (London, 1838)
- Child’s Book of the Soul (London, 1832; 3d ed., 1850)
- The Youth’s Book of Natural Theology (New York, 1832)
- Annals of the Deaf and Dumb (Hartford), 6 Bände.